# Klemen Veber
Klemen Veber, slovenski skladatelj, aranžer, mojster zvoka, mastering inženir in baletni plesalec, * 22. maj 1970.
Klemen Veber je leta 1995 diplomiral na Srednji glasbeni in baletni šoli v Ljubljani. Deluje kot skladatelj, mojster zvoka na področju snemanja in postprodukcije zvočnih posnetkov ter glasbeni producent. 
Kot skladatelj je ustvaril glasbo za plesne predstave, filme, reklame, zvočno podobo radijskih programov in tv oddaj.
Je prejemnik mednarodne nagrade za najboljšo izvirno glasbo na Filmskem festivalu Trento (leta 2000) , prejemnik nagrade Trend (leta 2002),
RTV Slovenija ga je nagradila za izjemne dosežke za daljše delovno obdobje (2024).
Kot mastering inženir je sodeloval pri posnetkih za mnoge mednarodno uveljavljene glasbenike in glasbene zasedbe, med drugim tudi za svetovno znane interprete kot npr. Luciano Pavarotti (1997) , Inva Mula (2012) , Ivo Pogorelić (2018) , Stefan Milenković (2010, 2014, 2020) .
Veber je slovenski pionir v restavriranju zvočnih posnetkov. Leta 2006 je restavriral zvočne posnetke prvega slovenskega in obenem tudi prvega neposrednega evropskega radijskega prenosa v ZDA, koncerta otroškega zbora Trboveljski slavček iz leta 1938. Leta 2014 je izluščil glas Nina Robiča iz izvirnega posnetka skladbe Ura brez kazalcev iz leta 1969 z Revijskim orkestrom RTV Ljubljana. Tako je prvič v Sloveniji lahko izvajalec posthumno s svojim glasom sodeloval na festivalu Slovenska popevka, kjer je bila ob spremljavi Simfoničnega orkestra RTV Slovenija skladba izvedena v živo. Klemen Veber je kot mastering inženir sodeloval pri izdelavi več kot petsto zgoščenk, digitalnih albumov in LP plošč  ter pri postprodukciji desettisočev minut arhivskih posnetkov. V letih delovanja je sodeloval pri mnogih projektih, ki so tudi zaradi njegovega dela dosegli mednarodno prepoznavnost 

.